# Cicadula smithi
Cicadula smithi är en insektsart som beskrevs av Van Duzee 1892. Cicadula smithi ingår i släktet Cicadula och familjen dvärgstritar. Inga underarter finns listade i Catalogue of Life.